# Momčilo Đujić
Momčilo Đujić (in serbo Момчило P. Ђујић; Tenin, 27 febbraio 1907 – San Diego, 11 settembre 1999) è stato un militare e politico serbo, membro dei cetnici.

## Biografia
Nato a Tenin in Croazia nel 1907, sin dall'aprile del 1941 si proclamò vojvoda cetnico. La sua zona di operazioni era la Dalmazia settentrionale e la Bosnia occidentale. Negoziò subito un patto di non aggressione con gli occupanti italiani che permisero al suo esercito di circa tremila cetnici (la Divisione Dinara) di svolgere operazioni militari nella Krajna e nella Bosnia. Gli italiani lo usarono in funzione anti-partigiana.

### Seconda guerra mondiale
Dopo la resa dell'Italia a seguito dell'armistizio dell'8 settembre 1943, mentre alcuni cetnici si rifugiarono sui monti raggiungendo i partigiani, il pope con diverse migliaia di seguaci si mise invece al servizio dei tedeschi. Mihajlović stesso diede l'ordine segreto a Đujić di unirsi ai nazisti, ma la trasmissione via radio di quest'ordine venne intercettata dall'Intelligence britannica. A differenza degli italiani che lo avevano fortemente sostenuto, i tedeschi furono guardinghi e usarono Đujić solo a guardia della ferrovia Tenin-Spalato.
Sentendosi indebolito, Đujić prese contatti col movimento Zbor di Ljotić. Verso la fine del 1944, di fronte alle vittorie partigiane e la demoralizzazione delle sue truppe, Đujić fece appello ai tedeschi per potersi trasferire assieme ai suoi uomini nella Slovenia tedesca. L'appello venne respinto dalle autorità tedesche di Zagabria ed allora Ljotić si recò a Vienna ed ottenne il consenso di Hermann Neubacher al trasferimento di Đujić con circa 6.000 četnici.
Il 25 novembre 1944 le forze partigiane iniziarono l'attacco a Tenin difesa da 14.000 tedeschi, 1.500 ustaša e 4500 četnici. Dopo sei giorni di combattimenti Đujić venne ferito ed il 1º dicembre inviò il seguente messaggio al generale Gustav Fehn della 264ª divisione di Tenin: «Il comando cetnico ha collaborato con tutte le sue forze armate sinceramente e lealmente coll'Armata Tedesca in quest'area dal settembre dello scorso anno. Lo richiedevano i nostri comuni interessi. Questa collaborazione è continuata sino ad oggi. Il Comando Četnico desidera condividere il destino dell'Armata Tedesca anche nel futuro, purtroppo [...] Il Comando richiede che il villaggio di Pagene divenga la base di rifornimento delle nostre unità sinché si addiverrà ad un nuovo accordo.»
Il 3 dicembre i četnici ricevettero vettovaglie e munizioni dai tedeschi e lanciarono insieme una controffensiva contro i partigiani, ma dovettero ripiegare a Bihać, protetti dalla 373ª divisione tedesca. Il generale Fehn organizzò il trasporto dei feriti cetnici attraverso Zagabria verso la Germania. Đujić richiese una garanzia scritta ad Ante Pavelić affinché il resto dei suoi cetnici potessero ritirarsi in Slovenia. Inoltre Ljotić e Nedić fecero appello a Vienna a Hermann Neubacher per assicurare la cooperazione di Pavelić, e in Slovenia la collaborazione del generale Lev Rupnik per il salvacondotto per le truppe di Đujić. Il 21 dicembre 1944, Pavelić emise un ordine alle forze armate croate di libero passaggio per i cetnici di Đujić.

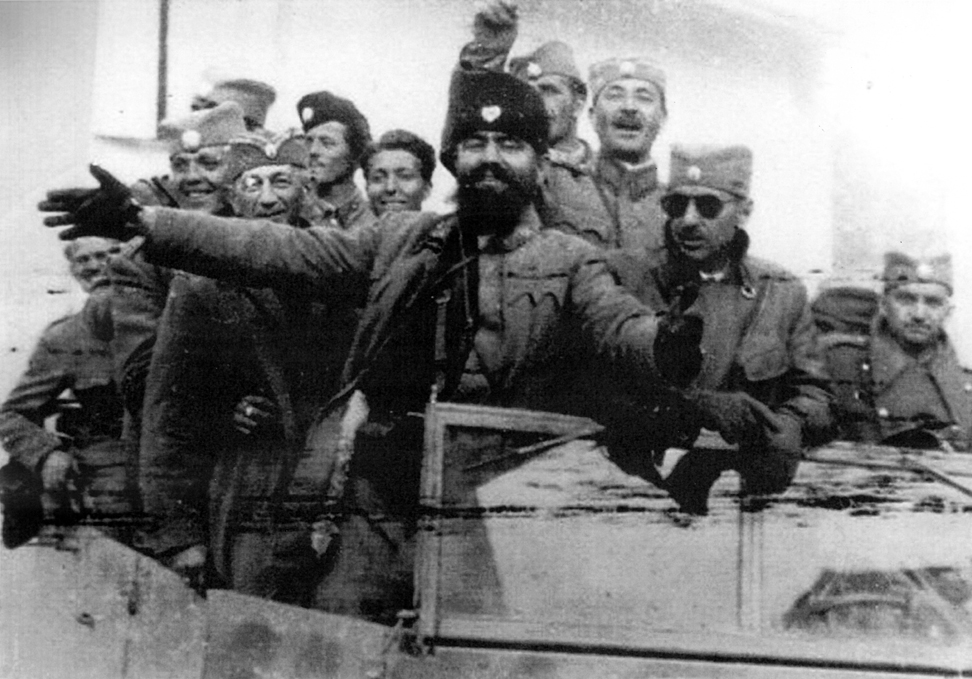
Đujić, il generale Kosta Mušicki e altri cetnici della Divisione Dinara a Trieste, 1945

Però la strada concessa da Pavelić per la ritirata era sotto controllo partigiano e Đujić prese una strada alternativa attraversando l'Istria. Una volta in Slovenia i četnici di Đujić si unirono ai četnici di Dobroslav Jevđević, ai volontari di Ljotić, ai corpi d'assalto di Nedić formando una singola unità al comando di Odilo Globočnik dell'Höhere SS und Polizeiführer im Adriatisches Küstenland (Capo supremo delle SS e della Polizia del Litorale Adriatico).

### Dopoguerra
Nel 1947 Đujić è stato processato in contumacia dalla Jugoslavia di Tito e accusato di essere un criminale di guerra e ritenuto colpevole di migliaia di omicidi di civili croati e di partigiani. La richiesta di estradizione fatta nel 1988 dalla Jugoslavia agli Stati Uniti non ha mai avuto seguito. Dall'avvento di Milošević, che nel 1989 ha legalizzato i četnici, Đujić divenne la guida spirituale del ricostituito Partito Radicale Serbo rifondato da Vojslav Šešelj.

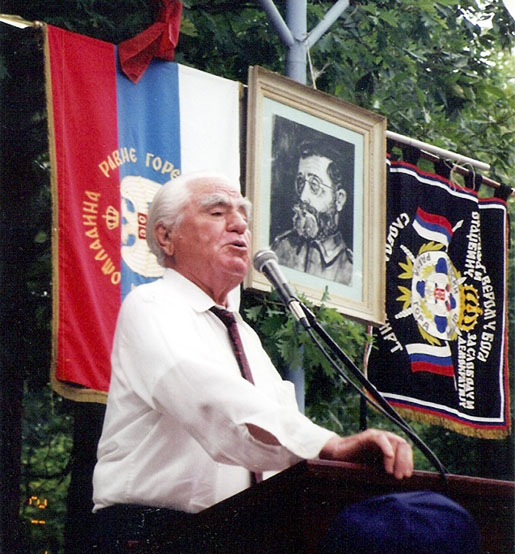
Đujić in Canada nel 1991

Quando, in una conferenza stampa, gli dissero che era accusato di aver ucciso 6.000 persone, Đujić rispose che l'unica colpa che ammetteva era di aver ucciso troppo pochi comunisti. La Croazia di Tuđman, anche per equilibrare l'imbarazzante processo a Dinko Šakić, capo del campo di sterminio ustascia di Jasenovac, aveva richiesto nuovamente al governo statunitense l'estradizione per processarlo, ma Đujić è morto nel settembre 1999, poco dopo che il Governo degli Stati Uniti aveva accettato di estradarlo.